# Stříbro
Stříbro (denominada en alemán Mies) es una pequeña ciudad de la República Checa, perteneciente al distrito de Tachov, en la región de Pilsen. Está situada a unos 30 km al oeste de la capital regional y su población a 1 de enero de 2013 era de 7 830 habitantes.
El nombre checo de la ciudad significa en español "Plata", en referencia a las minas de este metal que se explotaban en el lugar en la Edad Media. El nombre alemán hace alusión al río Mže (en alemán Mies), que atraviesa la ciudad.
El municipio incluye los barrios o aldeas de Butov, Jezerce, Lhota u Stříbra, Milikov, Otročin y Těchlovice.

## Historia
Aunque la "Crónica Checa", del siglo XVI, atribuye la fundación de la ciudad al príncipe Sobĕslav I en 1131 (y el acontecimiento se representa en el esgrafiado de la fachada del Ayuntamiento), lo cierto es que la primera mención escrita de Stříbro, como simple asentamiento minero, data de 1183. Sobre esos primitivos asentamientos la ciudad se fundó en 1240 por el rey Wenceslao I de Bohemia, aunque la rápida expansión de la actividad minera llevó a una refundación en 1263. En 1421, el general husita Jan Žižka intentó infructuosamente conquistar Stříbro, que caería en manos de los revolucionarios en 1426. En 1555 se construyó un puente de piedra sobre el río Mže, facilitando la expansión de la ciudad en la otra ribera. En 1710 Stříbro sufrió la epidemia de peste, que conmemora, como en tantas otras ciudades checas, la "columna de la peste", erigida en la plaza principal en 1740 y que también constituye un símbolo de la pertenencia de la ciudad al imperio católico de los Habsburgo. En 1873 la ciudad resultó arrasada por un incendio, que destruyó 470 casas; solo el Ayuntamiento, la oficina de Correos, la farmacia y algunas casas situadas en la zona más elevada quedaron a salvo. En 1945 la población de origen alemán fue expulsada, por lo que desde entonces todos sus habitantes son de origen y lengua checa. En la actualidad Stříbro tiene la categoría administrativa de "municipio con competencias ampliadas".

## Patrimonio histórico-artístico
Los principales monumentos de Stříbro se agrupan en la plaza principal de la ciudad, en la que se sitúa el Ayuntamiento renacentista, con fachada esgrafiada (1543), y la Columna de la Peste barroca (1740), obra de Lazar Widmann con imágenes de la Virgen y de varios santos. Destaca también la Iglesia de Todos los Santos, concluida en 1565 en estilo gótico tardío y reformada en el siglo XVIII, la torre del puente, de 1555 (parte de las antiguas murallas de la ciudad) y el "bastión husita".